# Unterseeboot 10 (1935)
Pour les articles homonymes, voir Unterseeboot 10.
Le Unterseeboot 10 ou U-10 est un sous-marin allemand (U-Boot) de type II.B utilisé par la Kriegsmarine pendant la Seconde Guerre mondiale.
Comme les sous-marins de type II étaient trop petits pour des missions de combat dans l'océan Atlantique, il est affecté en mer du Nord et en Mer Baltique pour des tâches de formation dans la 21e Flottille d'U-Boote (21. Unterseebootsflottille), une unité d'entraînement.

## Présentation
Mis en service le 9 septembre 1935, l'U-10 a servi surtout comme sous-marin d’entrainement pour les équipages de 1935 à 1939 au sein de la U-Bootschulflottille en passant par la 1. Unterseebootsflottille et 3. Unterseebootsflottille comme unité active. Il réalise sa première patrouille, quittant le port de Kiel, le 7 septembre 1939, sous les ordres du Kapitänleutnant Georg-Wilhelm Schulz, pour une surveillance maritime dans le Kattegat au nord-est du Danemark, qui se révèle pauvre en navires. Par contre, cette patrouille est un cauchemar pour l'équipage qui souffre de diarrhée, probablement causée par du pain gâté. L'U-10 retourne à Kiel le 19 septembre 1939 après 13 jours en mer.
Sa deuxième patrouille le fait quitter Kiel le 26 septembre 1939, et le mène en mer du Nord au large des îles d'Orcades. Le 15 octobre 1939, après 20 jours en mer, il retourne à Kiel.
Puis l'Unterseeboot 10 quitte le service active pour redevenir, comme avant-guerre, un sous-marin d'entrainement mais pour une courte durée.
Sa troisième patrouille le fait quitter Kiel le 28 janvier 1940 sous les ordres du Oberleutnant zur See Joachim Preuss. L'U-10 navigue au sud de la mer du Nord. Le 30 janvier, le bateau doit interrompre sa patrouille parce que le moteur diesel tribord est tombé en panne et il va à Heligoland pour les réparations et est transféré sur Wilhelmshaven le 5 février 1940 après 4 jours en mer.
Sa quatrième patrouille, du 14 au 20 février 1940, soit 7 jours en mer, a pour objectif de naviguer en mer du Nord au large de la côte néerlandaise. Il coule 2 navires marchands pour un total de 6 356 tonneaux à un jour d'intervalle.
Sa cinquième patrouille le fait partir de Wilhelmshaven le 3 avril 1940, pour incorporer le groupe U-boot 9 (Shetland-Orkney) avec l'U-7 pour l'Opération Weserübung. Le 14 avril, l'U-7 se ravitaille à partir du navire-dépôt Carl Peters à Bergen en Norvège. Après 19 jours en mer, il retourne sur Wilhelmshaven, puis repart le lendemain pour Kiel qu'il atteint 2 jours plus tatd le 23 avril 1940.
Puis l'Unterseeboot 10 quitte définitivement le service active pour devenir un sous-marin d'entrainement.
Le 1er juillet 1940, il quitte Wilhelmshaven pour rejoindre Pillau au sein de la 21. Unterseebootsflottille  toujours comme navire-école.
L'Unterseeboot 10 est désarmé à Gotenhafen en Pologne le 30 juillet 1944. Il est cannibalisé pour les pièces de rechange servant pour la réparation d'autres U-Boats. Au début de 1945, il est remorqué à l'ouest de Stolpmünde. Il finit par être capturé par les forces russes en mars/avril 1945.
Il est inspecté à Stolpmünde par la TNC (Tripartite Naval Commission ou Commission Navale Tripartite) le 28 août 1945, pour être sabordé par les russes dans le port de Stolpmünde à la fin de 1945. Il est renfloué par les autorités portuaires polonaises en 1950 et démantelé en 1951.

## Affectations
- U-Bootschulflottille du 11 septembre 1935 au 1er septembre 1935 à Wilhelmshaven en tant que navire-école
- 1. Unterseebootsflottille du 27 septembre 1935 au 3 octobre 1937 à Kiel en tant qu'unité combattante
- 3. Unterseebootsflottille du 4 octobre 1937 au 14 avril 1939 à Kiel en tant qu'unité combattante
- U-Bootschulflottille du 15 avril 1939 au 30 juin 1940 à Wilhelmshaven en tant que navire-école
- U-Bootschulflottille du 1er septembre 1939 au 1er octobre 1939 à Wilhelmshaven en tant qu'unité combattante
- U-Bootschulflottille du 1er octobre 1939 au 1er décembre 1939 à Wilhelmshaven en tant que navire-école
- U-Bootschulflottille du 1er janvier 1940 au 1er avril 1940 à Wilhelmshaven en tant qu'unité combattante
- U-Bootschulflottille du 1er mai 1940 au 30 juin 1940 à Wilhelmshaven en tant que navire-école
- 21. Unterseebootsflottille du 1er juillet 1940 au 31 juillet 1944 à Pillau en tant que navire-école

## Commandements
- Heinz Scheringer du 11 septembre au 21 décembre 1935
- Werner Scheer au 21 décembre 1935 au 1er mai 1936
- Kapitänleutnant Heinz Beduhn du 1er mai 1936 au 29 septembre 1937
- Hannes Weingärtner du 30 septembre 1937 au 3 avril 1938
- Kapitänleutnant Hans-Rudolf Rösing d'octobre 1937 à août 1938
- Herbert Sohler du 4 avril au 31 juillet 1938
- Kurt von Gossler du 1er août 1938 au 4 janvier 1939
- Kapitänleutnant Georg-Wilhelm Schulz du 5 janvier au 15 octobre 1939
- Günther Lorentz du 10 octobre 1939 au 2 janvier 1940
- Oberleutnant zur See Joachim Preuss de janvier au 9 juin 1940
- Kapitänleutnant Rolf Mützelburg (en) du 10 juin au 29 novembre 1940
- Kapitänleutnant Wolf-Rüdiger von Rabenau du 30 novembre 1940 au 9 juin 1941
- Oberleutnant zur See Kurt Ruwiedel du 10 juin au 29 novembre 1941
- Oberleutnant zur See Hans Karpf du 30 novembre 1941 au 22 juin 1942
- Oberleutnant zur See Christian-Brandt Coester du 23 juin 1942 à février 1943
- Oberleutnant zur See Wolfgang Strenger de février 1943 à février 1944
- Oberleutnant zur See Kurt Ahlers de février au 1er juillet 1944

Nota: Les noms de commandants sans indication de grade signifie que leur grade n'est pas connu avec certitude à notre époque à la date de la prise de commandement.

## Navires coulés
L'Unterseeboot 10 a coulé 2 navires marchands ennemis pour un total de 6 356 tonneaux au cours des 5 patrouilles (64 jours en mer) qu'il effectua.
| Date            | Nom      | Nationalité | Tonnage (GRT) | Fait  |
| --------------- | -------- | ----------- | ------------- | ----- |
| 17 février 1940 | Kvernaas | Norvège     | 1 819         | Coulé |
| 18 février 1940 | Ameland  | Pays-Bas    | 4 357         | Coulé |

### Sources
- (en) Cet article est partiellement ou en totalité issu de l’article de Wikipédia en anglais intitulé « German submarine U-10 (1935) » (voir la liste des auteurs).